# Sommer Gendron
Sommer Gendron (ur. 27 marca 2001 r. w Toronto) – kanadyjska snowboardzistka, specjalizująca się w konkurencjach slopestyle oraz big air, dwukrotna mistrzyni świata juniorów.

## Kariera
Starty na arenie międzynarodowej rozpoczęła w lutym 2017 roku. Wtedy to po raz pierwszy wystartowała w zawodach z cyklu Puchary Ameryki Północnej. W trakcie debiutu zajęła trzecie miejsce w konkursie slopestyle'u rozgrywanego w Calgary. Na przełomie marca i kwietnia 2017 roku zadebiutowała w mistrzostwach świata juniorów w Szpindlerowym Młynie. Zajęła na nich odpowiednio 15. lokatę w slopestyle'u oraz 17. w big air. Rok później, w marcu 2018 roku zadebiutowała w zawodach Pucharu Świata. W konkursie rozgrywanym we włoskim Seiser Alm zajęła 10. miejsce. Pierwsze poważne sukcesy zaczęła odnosić w sierpniu 2018 roku. Wtedy to podczas mistrzostw świata juniorów w Cardronie zdobyła dwa medale, srebrny w big air oraz brązowy w slopestyle'u. Na tej samej imprezie rozgrywanej w Kläppen w roku 2019, w obu tych konkurencjach była już najlepsza, zdobywając tym samym dwa złote medale. W międzyczasie, w lutym 2019 roku zadebiutowała na mistrzostwach świata w Park City, w których zajęła 14. pozycję w konkursie slopestyle'u. Do tej pory nie startowała w igrzyskach olimpijskich.

## Osiągnięcia

### Mistrzostwa świata
| Miejsce | Dzień    | Rok  | Miejscowość | Konkurencja | Zwyciężczyni         |
| ------- | -------- | ---- | ----------- | ----------- | -------------------- |
| 14.     | 9 lutego | 2019 | Park City   | Slopestyle  | Zoi Sadowski-Synnott |
| DNS     | 12 marca | 2021 | Aspen       | Slopestyle  | Zoi Sadowski-Synnott |

### Puchar Świata

#### Miejsca w klasyfikacji generalnej AFU
- sezon 2017/2018: 82.
- sezon 2018/2019: 65.
- sezon 2019/2020: 24.

#### Miejsca na podium w zawodach
Do tej pory nie stawała na podium zawodów PŚ.